# Идиотвил
Идиотвил (на английски: Idiotville) е град-призрак в Тиламук, Орегон, САЩ. 

## География
Намира се в защитената местност „Tillamook State Forest“, близо до мястото на сливане на реките Idiot Creek и Wilson River. Надморската му височина е около 400 m.

## История
Селището възниква под името Раянс камп (Ryan's camp) като лагер за добив на дървесина след Тиламукските пожари (1933 – 1951). Тъй като лагерът е бил на много изолирано място, хората в съседните села са казвали, че „само идиот би работил там“. Така се заражда името Идиотвил. През 1977 г. близката рекичка е наречена по името на селището Idiot Creek.
В днешно време няма запазени сгради от селището.